# Chionaema gonypetes
Chionaema gonypetes là một loài bướm đêm thuộc phân họ Arctiinae, họ Erebidae.